# هارتلند (نیوبرانزویک)
هارتلند (به انگلیسی: Hartland) یک منطقهٔ مسکونی در کانادا است که در Carleton County, New Brunswick واقع شده‌است. هارتلند ۹٫۶۳ کیلومتر مربع مساحت و ۹۵۷ نفر جمعیت دارد و ۴۱ to ۱۰۳ متر بالاتر از سطح دریا واقع شده‌است.